# Râul Zăpodia, Neagra Șarului
Râul Zăpodia este un afluent al râului Neagra Șarului. 